# Fryderyk Herburt
Fryderyk Herburt niem. Friedrich Herburt (ur. 1470, zm. 2 sierpnia 1519) – szlachcic, syn Jakuba (1460–1498) i Anny Jaryczowskiej z Knihinicza, wnuk Fryderyka z Chlipel (1374–1440) i Heleny z Odnowa, prawnuk Herborda Pucz ze Sławkowa. Brat Jana Kulikowskiego, kasztelana bieckiego, kuzyn Piotra Herburta. Chorąży lwowski. Założyciel zamku Herburtów w Podkamieniu.
Ok. 1495 r. poślubił Annę Siennieńską z Oleska h. Dębno (ur. ok. 1475, zm. 1519, prawnuczka Jana z Sienna).

## Potomstwo
- Jan Frydrusz ożeniony z Anną Dambrowską
- Krzysztof
- Stanisław Fredrusz ożeniony z Anną Tarło
- Elżbieta (Elisabeth) z matki Anny z Oleska, ożeniona z księciem Januszem Radziwiłłem (ur. 1511).
- F…

## Śmierć i upamiętnienie
W roku 1519 bronił przed Tatarami w otwartym polu miasta Sokal. Swoją walkę zakończył bohaterską śmiercią w bitwie pod Sokalem. Polski poeta okresu baroku Mikołaj Sęp-Szarzyński w kilkadziesiąt lat później poświęcił Fryderykowi swój utwór „Pieśń V. O Fridruszu, który pod Sokalem zabit od Tatarów roku Pańskiego 1519”.